# Phebalium obcordatum
Phebalium obcordatum är en vinruteväxtart som beskrevs av Allan Cunningham och George Bentham. Phebalium obcordatum ingår i släktet Phebalium och familjen vinruteväxter. Inga underarter finns listade i Catalogue of Life.